# Eucalyptus fruticetorum
Eucalyptus fruticetorum är en myrtenväxtart som beskrevs av Ferdinand von Mueller och Friedrich Anton Wilhelm Miquel. Eucalyptus fruticetorum ingår i släktet Eucalyptus och familjen myrtenväxter. Inga underarter finns listade i Catalogue of Life.